# A Timely Rescue
A Timely Rescue és una pel·lícula en blanc i negre que es va estrenar el 31 de gener de 1912. Els actors principals van ser Harry T. Morey, Alec B. Francis i Robert Gaillard.

## Repartiment
- Harry T. Morey: Kenneth Marsdon
- Alec B. Francis: James Ferris
- Carolyn Birch: Ruth Ferris
- Robert Gaillard: John Blackburn
- Harold Wilson

## Argument
Kenneth Marsdon falsifica els llibres de comptabilitat de l'empresa. El propietari, James Ferris, descobreix la falsificació i Marsdon acusa John Blackburn, el seu company i rival per l'amor de Ruth Ferris. John és acomiadat i decideix enrolar-se en l'exèrcit anglès. Poc després d'això, Blackburn mostra tal com és: s'embriaga i contesta de manera insolent al senyor Ferris, el qual l'acomiada.
Un amic el persuadeix d'unir-se a l'exèrcit i és destinat a Sud-àfrica per participar en la Guerra de Boers en el mateix regiment que Blackburn. Blackburn és ferit greument i abandonat a la seva sort durant una batalla. Quan Kenneth s'assabenta que Blackburn està entre els desapareguts sent remordiments de consciència i decideix intentar rescatar-lo. Durant el rescat, Marsdon és ferit de mort i en aquell moment confessa la seva falta. Després de la guerra Blackburn torna a Anglaterra i lliura la confessió de Marsdon a Ferris. Aquest, commocionat, reconeix el seu error i contracta de nou Blackburn. Ruth, que està present, es llença als braços del seu amor.